# Momignies
Momignies là một đô thị của Bỉ, đô thị này nằm ở tỉnh Hainaut. Tại thời điểm ngày 1 tháng 1 năm 2006 Momignies có dân số 5.125 người. Tổng diện tích là 85,58 km² với mật độ dân số là 60 người / km².
Momignies bao quanh biển duy nhất ở Bỉ sông không đổ vào Biển Bắc. Sông Oise đổ vào eo biển Anh